# Каратыгин, Пётр Петрович
Пётр Петрович Каратыгин (1832—1888) — российский актёр, театровед и писатель

. Известен также под псевдонимом Кондратий Биркин.

## Биография
Пётр Каратыгин родился 27 июля (8 августа) 1832 года в городе Санкт-Петербурге в театральной семье актера Петра Андреевича Каратыгина и оперной певицы Софьи Васильевны (урожд. Биркина). Всего в семье было четверо детей (старший брат и две младшие сестры). Получил домашнее образование.
Работал около трёх лет в департаменте внешней торговли Российской империи, затем два года служил вольноопределяющимся в Кексгольмском лейб-гвардии полку. Одно время (1857) был актёром.
В «Историческом вестнике» Каратыгин напечатал: «П. С. Потемкин» (1083), «А. И. Остерман» (1884), «Дубельт и Бенкендорф» (1887), «Цензура времен Павла I» (1885), «Светлые минуты императора Павла» (1886) и др.; в «Русской старине»: «И. К. Айвазовский и его художественная деятельность» (1878), «Холерное кладбище на Куликовом поле, 1831 г.» (1878), «Императрица Мария Александровна» (1881), «Наталья Николаевна Пушкина в 1829—37 гг.» (1883), «Т. Г. Шевченко» (1880), «Троицко-Сергиева приморская пустынь, 1735—1885» (1885) и др.
В свое время обратили на себя внимание два историко-мистических романа Петра Петровича Каратыгина: «Чернокнижники» и «Заколдованное зеркало».
Каратыгин хорошо был знаком с историей русского театра, собрал по запискам своего отца (которые издал в 1880 году), журналам своего деда и другим источникам ценный материал для истории русской сцены, часть которого и появилась в «Русской старине» (биографии В. А. Асенковой, Д. Т. Ленского, В. И. Рязанцева, И. И. Сосницкого, М. С. Щепкина, А. С. Яковлева и др.), «Еженедельном новом времени» и других изданиях.
Перу Каратыгина принадлежит также обширное исследование: «История тайных религиозных обществ», хроники «Холерный год 1830—1831» (СПб., 1887) и «Летопись Санкт-Петербургских наводнений, 1703—1879» («Исторический вестник», 1888, авг.-окт.; отд. СПб. 1889). Его «История Волковского кладбища» не была издана при жизни, «История Санкт-Петербурга» осталась неоконченной.
Пётр Петрович Каратыгин умер 30 июля (11 августа) 1888 года в Гатчине и был похоронен на Смоленском кладбище.
Был дважды женат, во втором браке родились двое детей.